# Aldeia de Santo António
Aldeia de Santo António is een plaats (freguesia) in de Portugese gemeente Sabugal en telt 786 inwoners (2001).